# Rockefeller Street (píseň)
„Rockefeller Street“ je píseň estonské zpěvačky Getter Jaani, se kterou reprezentovala Estonsko na Eurovision Song Contest 2011 v Düsseldorfu.
Autorem písně je estonský skladatel Sven Lõhmus, který již v minulosti napsal tři písně, se kterými se Estonsko prezentovalo na Eurovision Song Contest. Poprvé to byla píseň „Let's Get Loud“ (2005), podruhé skladba „Rändajad“ (2009) a na potřetí píseň „Rockefeller Street“ (2011).
Na pódiu se také objevily doprovodné zpěvačky. Zpěvačka a tanečnice Marilin Kongo, která se také podílela na skladbě „Rändajad“, další byla zpěvačka a herečka Anna Põldvee. Dále na jevišti vystoupili také tři street dance tanečníci, Ahto Paasik, Eghert-Sören Nõmm a Ahti Kiili.
Ačkoliv byla píseň před soutěží značně favorizována, ve finále získala 44 bodů, což stačilo jen na 24. místo.

## Seznam písní
Digital download – singl
1. Rockefeller Street — 3:13

Digital download – remix
1. Rockefeller Street — 3:58

## Umístění v žebříčcích
| Žebříčky (2011)                     | Nejlepší pozice |
| ----------------------------------- | --------------- |
| Belgie (Ultratip Flanders)          | 40              |
| Estonsko (Top 40)                   | 3               |
| Irsko (IRMA)                        | 44              |
| Spojené království (UK Indie Chart) | 33              |

## Historie vydání
| Země               | Datum         | Formát            | Vydavatel        |
| ------------------ | ------------- | ----------------- | ---------------- |
| Spojené království | 25. únor 2011 | digitální stažení | Moonwalk Records |